# Eucnide lobata
Eucnide lobata är en brännreveväxtart som först beskrevs av William Jackson Hooker, och fick sitt nu gällande namn av Asa Gray. Eucnide lobata ingår i släktet Eucnide och familjen brännreveväxter. Inga underarter finns listade i Catalogue of Life.